# Oden (isbrytare)

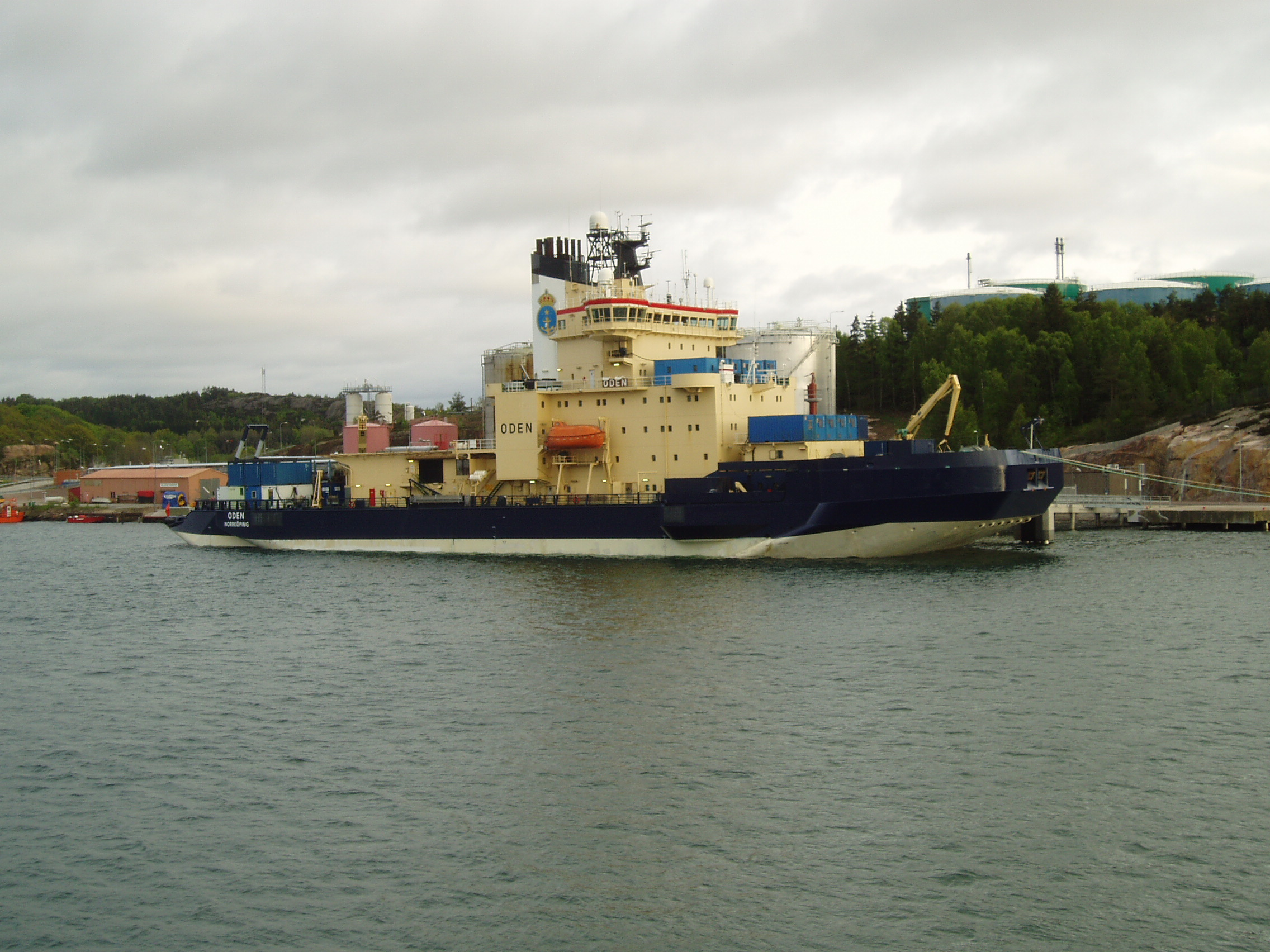
Oden bunkrar vid Preemraff Lysekil på Sveriges västkust inför polarexpeditionen i mitten av 2007.

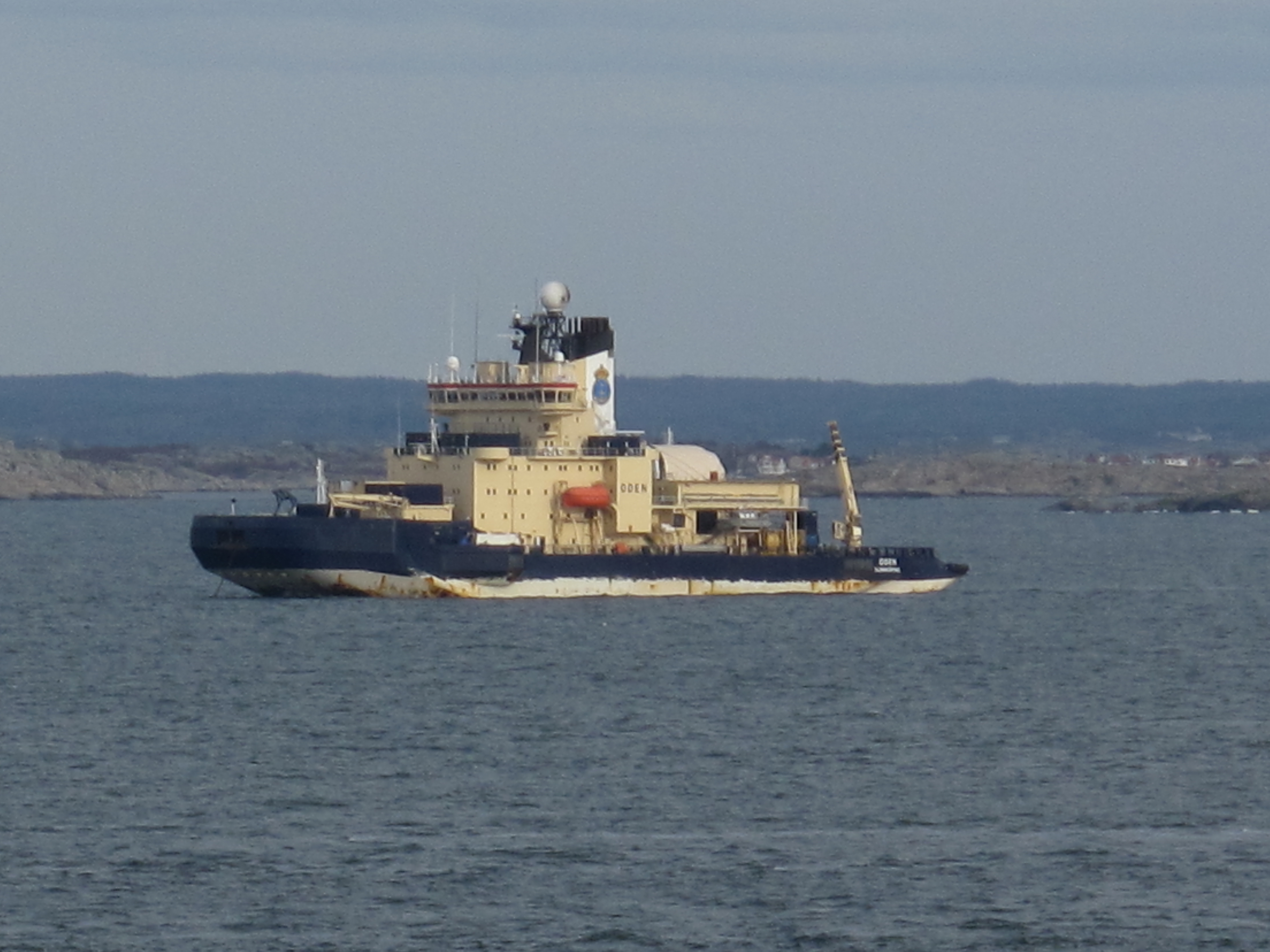
Oden för ankar utanför Göteborgs hamn 2011. Tillbaka från Oden Southern Ocean Expedition 2010/11.

Oden är en svensk isbrytare som också tjänar som forskningsfartyg. Fartyget levererades år 1989. 

## Konstruktion
På grund av byggnadssättet, utan kölsträckning och i sektioner, skedde ingen formell sjösättning, men Oden döptes 25 augusti 1988. Oden var det sista fartyg som byggdes på Arendalsvarvet, innan all nybyggnadsverksamhet lades ner.

## Utformning

### Övergripande
Odens form är annorlunda än andra fartygs, genom att fartyget är bredare i fören än i aktern. Under isbrytning spolas stora mängder vatten från tolv munstycken i fören för att smörja skrovet och spola undan is som bryts loss. Vattenspolningssystemet drivs av två centrifugalpumpar av Scanpumps fabrikat med en kapacitet på 9 000 m3/h vardera. Oden saknar förpropellrar, men vattensmörjningssystemet kan även användas som thruster. Till skillnad från flertalet svenska statsisbrytare, som har dieselelektrisk drift, har Oden en rent dieselmekanisk framdrivning med fyra Sulzer ZAL4OS åttacylindriga dieselmotorer på 4,6 MW vardera. Hjälpmaskineriet utgörs av fyra stycken Sulzer sexcylindriga dieselmotorer. Dessutom har Oden två värmepannor för uppvärmning.

### Inredning
Förläggningen är av hög standard med privat wc och dusch i alla hytter. Befälshytterna har dessutom separata sovrum. Vidare finns det gymnastikrum, bastuer och sjukavdelning med skeppsapotek. Fartyget  har också ett omfattande system med containrar med bland annat laboratorier, kontor och olika förråd. Under 2008 höjdes helikopterplattan så att ett ytterligare våningsplan kunde byggas under denna, med fler hytter för forskare och förråd.

### Bestyckning
Oden klassades som ett örlogsfartyg när hon byggdes och försågs då med fyra kanonbrunnar avsedda för 40 mm Boforskanoner lvakan m/48. Hon försågs också med minräls, men bestyckades aldrig.

## Verksamhet
Under vintern används Oden för att bryta is i Bottenviken och under sommaren som forskningsplattform för polarforskning. Genom ett långtidskontrakt med Sjöfartsverket hyrs isbrytaren av Polarforskningssekretariatet för forskningsexpeditioner, oftast i Arktis. Under några säsonger har Oden också arbetat i Antarktis genom ett svensk-amerikanskt samarbete. Säsongen 2010/2011 var den femte säsongen i rad som Oden arbetade i Antarktis. Då var hon tillägnad forskning, men användes också för att bryta en isränna in till den amerikanska forskningsstationen McMurdo-stationen, så att amerikanska försörjningsfartyg kunde anlöpa basen.
År 1991 deltog Oden i en internationell Arktisexpedition, och blev den 7 september tillsammans med tyska polarforskningsfartyget R/V Polarstern det första icke atomdrivna övervattensfartyget som nått Nordpolen. Den sovjetiska kärnkraftsdrivna isbrytaren Arktika var den 17 augusti 1977 det första övervattensfartyget som nådde dit. Sedan dess har Oden varit på Nordpolen 1996, 2001, 2004, 2005, 2009, 2012 och senast 2016. 
Oden är vintertid baserad i Luleå. Hemmahamn är Norrköping.

## Nya statsisbrytare
År 2015 inledde Sjöfartsverket planeringsarbetet för ersättare för de fem statsisbrytarna Oden, Frej, Ymer, Atle och Ale. Målsättningen var då att det första nya fartyget skulle tas i drift runt år 2020. Kostnaden beräknades 2015 till ca 1-1,5 miljarder kronor per fartyg. I mars 2020 tecknade Sjöfartsverket ett avtal med finländska Trafikledsverket om ett gemensamt designunderlag för nya isbrytare i Östersjön.

### Uppgifter i faktabox
- Icebreaker Oden Sjöfartsverkets sida om Oden (engelska)
- Fischerström, Isbrytare sid. 282-283